# Massimo Bedino
Massimo Bedino (Borgo San Dalmazzo, 28 giugno 1967) è un ex pallavolista italiano.
Giocò nel ruolo di centrale.

## Carriera
La carriera di Massimo Bedino inizia nelle giovanili del Cuneo Volley Ball Club. Viene poi aggregato alla prima squadra, con cui gioca in Serie C e in Serie B, prima di far parte della rosa che partecipa alla Serie A2 1988-89, vinta dalla società cuneese, con la quale ottiene la promozione alla Serie A1.
Dopo un'annata al Volley Prato, nella stagione successiva si trasferisce a Montichiari, alla Gabeca Pallavolo, dove fa il suo esordio in una competizione europea e conquista la Coppa delle Coppe.
Negli anni seguenti cambia diverse squadre, sia di Serie A1 che di Serie A2. Ottiene poi tre promozioni consecutive: nella stagione 1995-96 con la Pallavolo Catania, vincendo il campionato, nella stagione successiva con la 4 Torri Ferrara, grazie al secondo posto in regular season, infine con la Pallavolo Parma, in seguito ai play-off promozione.
Chiude la sua carriera in Serie B1, la terza categoria nazionale, alla Pallavolo Padova.

## Palmarès
- Coppa delle Coppe: 1

1990-91